# Physogyne garayana
Physogyne garayana är en orkidéart som beskrevs av Roberto González Tamayo och Dariusz Lucjan Szlachetko. Physogyne garayana ingår i släktet Physogyne och familjen orkidéer. Inga underarter finns listade i Catalogue of Life.